# Helge Klæstad
Helge Klæstad (* 6. Dezember 1885 in Levanger; † 23. Mai 1965 in Oslo) war ein norwegischer Jurist. In den 1920er Jahren war er als Schiedsrichter in mehreren internationalen Streitfällen tätig. Von 1931 bis 1946 wirkte er als Richter am  Obersten Gerichtshof von Norwegen sowie von 1946 bis 1961 am Internationalen Gerichtshof in Den Haag, darunter von 1958 bis zum Ende seiner Amtszeit als Präsident des Gerichts.

## Leben
Helge Klæstad wurde 1881 in Levanger geboren und absolvierte nach seinem Schulabschluss im Jahr 1903 bis 1908 ein Studium der Rechtswissenschaften an der Universität Oslo, an der er 1920 auch promovierte. Nach seinem Studium war er zunächst als Verwaltungsjurist in Fosen und von 1910 bis 1912 in Trondheim tätig, bevor er in das Justizministerium und später in das Außenministerium wechselte.
Ab 1920 wirkte er als Delegierter seines Heimatlandes bei verschiedenen internationalen Konferenzen und bilateralen Verhandlungen sowie im Bereich der internationalen Schiedsgerichtsbarkeit, in welchem er sich als Schiedsrichter bei zwischenstaatlichen Rechtsstreitigkeiten und ab 1929 als Mitglied des Ständigen Schiedsgerichtshofs profilierte. So war er von 1919 bis 1926 Schiedsrichter zwischen Deutschland und dem Britischen Empire für Schiedsfragen bezüglich des Vertrags von Versailles sowie ab 1925 Präsident des Englisch-Deutschen Schiedsgerichts in London, von 1927 bis 1931 Schiedsrichter zwischen Österreich und dem Britischen Empire und von 1929 bis 1931 Schiedsrichter zwischen Ungarn und dem Britischen Empire. 1930 wurde er Mitglied der Ständigen Schlichtungs- und Schiedskommission zwischen Norwegen und Polen und 1931 Richter in einem Schiedsverfahren zwischen Deutschland und Luxemburg.
Im Jahr 1931 wurde er Richter am Obersten Gerichtshof von Norwegen, an dem er bis 1946 tätig war. Im gleichen Jahr wurde er für eine Amtszeit von sechs Jahren als Richter an den neu gegründeten Internationalen Gerichtshof in Den Haag gewählt. Bei seiner Wiederwahl im Jahr 1952 für weitere neun Jahre setzte er sich in der entscheidenden Wahlrunde gegen den belgischen Kandidaten Charles De Visscher durch, der dem Gericht ebenfalls seit 1946 angehörte. Von 1958 bis zum Ende seiner Amtszeit im Jahr 1961 stand Helge Klæstad dem Gerichtshof als Präsident vor. Während seines Wirkens am Internationalen Gerichtshof verfasste Helge Klæstad drei Separate Opinions (von der Gerichtsmehrheit abweichende Meinungen), fünf weitere Sondervoten und zwei Erklärungen.
Helge Klæstad starb 1965 in Oslo.